# Goraikō-Wasserfall
Der Goraikō-Wasserfall (japanisch 御来光の滝 Goraikō-no-taki) liegt in Kumakōgen in der japanischen Präfektur Ehime. Er hat eine Fallhöhe von 102 Metern bei einer Breite von 34 Metern. Nördlich liegt der Ishizuchi-san, der mit 1982 m höchste Berg Shikokus. Das Wasser des Goraikō-Wasserfalls fließt in den Omogo, der weiter flussabwärts in den Niyodo übergeht und in die Philippinensee mündet.
Der Wasserfall ist Teil der 1990 vom Umweltministerium aufgestellten Liste der Top-100-Wasserfälle Japans. Ein weiterer bekannter Wasserfall in der Präfektur ist der Yukiwa-Wasserfall.